# 体験版
体験版（たいけんばん）とは、主にパーソナルコンピュータのソフトウェア（いわゆるパソコンゲームを含む）ないし家庭用ゲーム機のゲームソフトなどで、ユーザーに体験・試用してもらうことを目的に頒布されるもののことである。

## 概要
体験版はユーザーにソフトウェアを実際に操作してもらって、その機能や使用感を体験してもらうとともに、製品版の購入を促す目的がある。ユーザーからすると、ソフトウェアがユーザーのコンピュータで問題なく動作するかという点や、ユーザーが求める機能がそのソフトウェアに備わっているかという点が購入前に具体的に確認できるという利点がある。

### 機能・期間制限版
製品版が存在しており販売促進のためにユーザーに体験・試用してもらうものであり、製品版に手を加えて何らかの制限をしている。一般に体験版とはこの体験版専用のソフトウェアのバージョンを指す。制限には次のような例があり、これらを組み合わる場合もある。
- 保存や印刷などのデータ出力が使用不能になっている
- 体験版であることの告知と無断転載を防止するため表示や印刷などの生成物に透かし文字（「SAMPLE」「DEMO」、メーカーのロゴなど）が強制的に上書きされる
- 一定の使用期間または起動回数を超えると使用不能になる
- 一定時間あるいは（ゲームなどで）一定区間以降は動作しない
- 一部の利便性の高い機能が使用不能になっている
- 未払いである旨のメッセージを表示し製品版の購入を促す
- 最新のデータが提供されない
- ユーザーサポートがない

製品版に体験版の機能を組み込んであり、利用料金を支払った上でそれを何らかの方法でソフトウェアに認識させることで制限をなくすタイプのソフトウェアも存在する。この場合の「体験版」「製品版」という呼称は形式的なものであり、体験版のアンインストールと製品版のインストールという手数が発生しない。

### 不完全版
日用品的な物品を配付する試供品とは異なり、必ずしも完成した製品があるとは限らず、開発途上のいわゆるアルファ版やベータ版状態の不完全なソフトウェアを体験版として提供するケースもある。主要な機能においては概ね製品版に近いものが提供されるが、操作性が悪い・細部の機能不足・結果が不正確あるいは不十分・コンピュータが動作不良を起こすなどの問題点を含んでいる場合が多い。メーカーはこれらの問題点を収集してソフトウェアに反映させ、製品版の質を向上させる。

### 有料体験版
体験版のほとんどは無料であるが、これに製品版と比べて安価な料金を課す場合も見られる。PCゲームの場合、メーカーのウェブサイトで公開される場合が多いが、メーカーやゲームによってはウェブサイトや店頭での公開をせず、ゲーム雑誌の付録として発売されるケースもあり、これらを「有料（有償）体験版」と呼ぶ（ゲームソフト以外の例として、DTM magazine 2007年11月号の付録で初音ミクの体験版が付属して発売された例があり、同誌は発売から3日間で完売したという）。これらはあくまで雑誌の価格であり体験版は付録の為無料と言う考え方も可能である。しかし『ファイナルファンタジーXIII』の体験版は『ファイナルファンタジーVII アドベントチルドレンコンプリート』に付属している。体験版が同梱されていないバージョンも発売されており、価格も体験版を含むバージョンの方が高額で発売されている。この両者の違いは体験版を含むかどうかの差しかない為、文字通りの有料体験版となっている。
多くは上記不完全版の状態でありながら、体験版配布のための出費を抑えつつ、製品版の質を向上させるために行われる。ユーザーから安価ながらも金銭を得た上で不完全な製品を提供する形だが、動作や不具合について無保証なのが一般的である。

## 頒布形態
1988年よりコンパイルが販売していた『ディスクステーション』（雑誌のようにプログラムメディアとなるフロッピーディスク入りのパッケージを刊行した）では、フロッピーディスクの空き容量に便乗する形で他社ソフトウェアメーカーの体験版ソフトウェアを受け入れていた。これらは実際には遊べない店頭用オートデモ（プレイヤーの操作がなくても自動操作で画面が進む）であったり、ゲームの肝となる技術を利用したミニゲームであったりもしたが、概ねこの8ビットパソコン（8ビット御三家参照）の時代から、体験版という概念自体はあった。ただしこの頃は「プレイアブルデモ」（遊べるデモ用プログラム）など、あまり明確な呼称は存在しなかった。
1990年代までは体験版を記録したCD等の記録媒体を雑誌の付録としてや店頭で配布する事が多かったが、2000年以降、ブロードバンド通信回線の普及に伴い、メーカーのウェブサイトを介し、ダウンロードする形で配布されることが多くなった。

## 家庭用ゲーム機における体験版
1980年代頃までは製造コストのかかるロムカセット方式のハードウェアが主流であったため、カセット自体の単価が高く、これを体験版用のソフトウェアメディアとすることは現実的ではなかった。このためゲーム販売店の店頭やイベントでの先行製造版によるデモプレイやロケテストが主で、個人向けに体験版の配布が行われることはほとんどなかった。
1990年代に入り、ソフトウェアの記録メディアにCD-ROMを採用するハードウェア（PCエンジンCD-ROM2・SUPER CD-ROM2・メガCD・プレイステーション・セガサターンなど）が普及してくると、その製造コストの低さと大容量を生かし、積極的に体験版が配布されるようになった。いち早くCD-ROMを導入したPCエンジンでは『天外魔境II 卍MARU』と『ドラゴンスレイヤー英雄伝説』を収録した『スーパーCD-ROM2体験ソフト集』が1991年12月13日に1,000円で、『スナッチャー』を収録した『スナッチャー PilotDisk』（8cmCD）が1992年8月7日に1,500円で初心会の流通ルートを用いた一般のゲーム販売店を通して販売されている。また、任天堂がスーパーファミコン向けのサテラビューを用いて、メディアを伴わないデータのみの体験版を無料配布したものの、当時低廉化が進んでいなかった衛星放送の直接受信環境が必要とシステム導入のハードルが高く、普及は進まなかった。
これ以降では、店頭やゲームイベントでの自由配布のほか、雑誌の付録として体験版ディスクが封入されるというケースが一般的だったが、旧スクウェア（現スクウェア・エニックス）は開発中の大型タイトルの体験版を新作ゲームソフトにバンドルする手法を取り入れた。『ファイナルファンタジーVII』の体験版が付属した『トバルNo.1』、『ファイナルファンタジーVIII』の体験版が付属した『ブレイヴフェンサー 武蔵伝』などがヒット作として挙げられるが、これらはソフト本体が体験版のおまけのような扱いをされてしまった。また、市場が活況であったPS・SS全盛期には大量の体験版が配布されたが、中にはクオリティが一定レベルに達していなかったため、予約を大幅にキャンセルされてしまった『RONDE -輪舞曲-』のようなケースも散見された。
2000年代以降、携帯ゲーム機の内蔵メモリの容量増加により、店頭やイベント会場においてゲーム機への一時的な体験版のダウンロードを行えるようになった。ゲームボーイアドバンス向けの月刊任天堂店頭デモがその先駆けであるが、2004年末以降は無線LANを搭載した携帯ゲーム機（ニンテンドーDS、PlayStation Portable）向けに店頭端末を用いて体験版を配布するサービスが行われている（→DSステーション、PlayStation Spot）。なお、PlayStation Portableについてはインターネットに接続できさえすれば場所に関係なく体験版をダウンロードすることもできる。
さらに、2005年以降はインターネット接続機能がある据置型ゲーム機（Xbox 360、PlayStation 3、Wii）によって、家庭から体験版をダウンロードできるサービスが行われている（Xbox Live、PlayStation Store、Wiiショッピングチャンネル）。ニンテンドー3DSではニンテンドーeショップでダウンロードした体験版のセーブデータを製品版に引き継げるソフトも存在する。
また、公式ホームページに「Web体験版」が用意されるタイトルもある。これはAdobe FlashやAdobe Shockwaveなどを使って擬似的にゲーム内容をブラウザ上で再現したもので、ニンテンドーDSのパズルゲームやアドベンチャーゲームなどマウスのみで操作でき、比較的内容を再現しやすいものに多く見られる（『逆転裁判』、『チューチューロケット!』、『タイムホロウ』、『もじぴったん』、『ミブリー&テブリー』など）。

## その他
- 体験版が終了する際、それについてゲーム中の登場人物がメタフィクション的に述べることがある（『逆転裁判4』『東方封魔録』『東方幻想郷』『東方怪綺談』など）。
- 体験版終了後は作品に関係する静止画とともに「つづきは製品版をお楽しみください」などの文言や、製品版の仕様が表示される。(『東方封魔録』)